# Bittacus parkeri
Bittacus parkeri är en näbbsländeart som beskrevs av George W. Byers 2004. Bittacus parkeri ingår i släktet Bittacus och familjen styltsländor. Inga underarter finns listade i Catalogue of Life.